# Pacte avec le Diable (film, 1966)
Pour les articles homonymes, voir Pacte avec le Diable (homonymie).
Pour plus de détails, voir Fiche technique et Distribution.
Pacte avec le diable (The Witches) est un film britannique réalisé par Cyril Frankel, sorti en 1966.

## Synopsis
Gwen Mayfield est une institutrice qui a vécu un traumatisme alors qu'elle faisait cours dans une des colonies anglaises. De retour dans son pays, elle est embauchée pour faire école dans un petit village de Cornouailles mais très vite elle constate que certains habitants se comportent étrangement. Après la disparition mystérieuse d'un de ses élèves, c'est au tour du père de ce dernier d'être retrouvé noyé près de l'étang de la commune.

## Fiche technique
- Titre : Pacte avec le diable
- Titre original : The Witches
- Réalisation : Cyril Frankel
- Scénario : Nigel Kneale d'après le roman The Devil's Own de Norah Lofts (en)
- Production : Anthony Nelson Keys
- Société de production : Hammer Film Productions, Seven Arts Productions
- Musique : Richard Rodney Bennett
- Photographie : Arthur Grant
- Montage : Chris Barnes
- Direction artistique : Bernard Robinson
- Décors : Don Mingaye
- Costumes : Molly Arbuthnot et Harry Haynes
- Pays d'origine :  Royaume-Uni
- Format : Couleurs (Technicolor) - 35 mm - 1,66:1 - Son : Mono (RCA Sound Recording)
- Genre : Horreur
- Durée : 90 minutes
- Dates de sortie : 
  - Royaume-Uni : 21 novembre 1966 (Londres)
  - Royaume-Uni : 9 décembre 1966 (sortie nationale)

## Distribution
- Joan Fontaine : Gwen Mayfield
- Kay Walsh : Stephanie Bax
- Alec McCowen : Alan Bax
- Ann Bell : Sally Benson
- Ingrid Boulting : Linda Rigg
- John Collin (en) : Dowsett
- Michele Dotrice (en) : Valerie Creek
- Gwen Ffrangcon-Davies : Granny Rigg
- Duncan Lamont : Bob Curd
- Leonard Rossiter : Dr Wallis
- Martin Stephens : Ronnie Dowsett
- Carmel McSharry (en) : Mme Dowsett
- Viola Keats (en) : Mme Curd
- Shelagh Fraser : Mme Creek
- Bryan Marshall : Tom

## DVD (France)
Bien que totalement inédit en France et donc jamais doublé, le film a néanmoins bénéficié d'une sortie vidéo dans la collection Les Trésors de la Hammer chez Métropolitan Vidéo mais sous un autre titre :
- Les Sorcières (DVD-9 Keep Case) édité par Metropolitan Vidéo et distribué par Seven7 le 5 octobre 2005. Le ratio écran est en 1.66:1 panoramique 16:9. L'audio est uniquement en anglais avec présence de sous-titres français. La durée du film est de 87 minutes. En supplément un documentaire de 25 minutes en VOST sur le archives de la Hammer concernant les femmes maléfiques. Il s'agit d'une édition Zone 2 Pal[1].